# Gerbrandytoren
Der Gerbrandytoren ist das höchste Bauwerk der Niederlande.
Der Turm steht zwischen Lopik und IJsselstein (in der Nähe von Utrecht) und ist als Hybridturm ausgeführt: Er besteht aus einem 100 Meter hohen Stahlbetonturm, auf dem ein abgespannter Stahlrohrmast aufgesetzt ist. Benannt ist er nach Pieter Sjoerds Gerbrandy, einem ehemaligen Ministerpräsidenten und späterem Nozema-Vorsitzenden in den 1950er Jahren. Nach dem Bau 1961 betrug die Gesamthöhe 382,5 Meter; 1987 wurde er auf 375 Meter gekürzt.

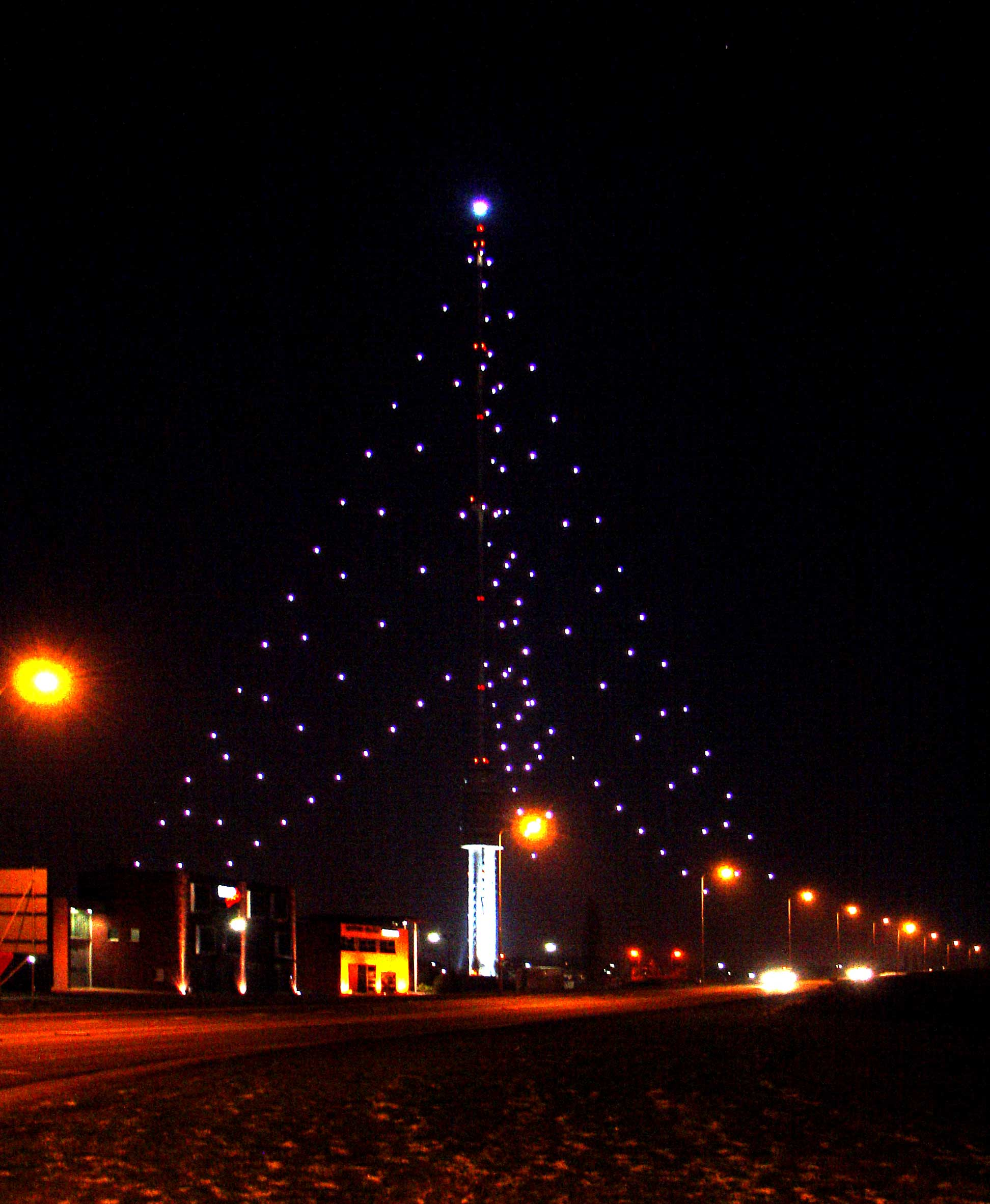
Der Gerbrandytoren als Christbaum

Zur Weihnachtszeit verwandelt sich der Gerbrandytoren durch in den Pardunen aufgehängte Lampen in den höchsten Weihnachtsbaum der Welt.
Am 2. August 2007 erfolgte im Zuge der Ersetzung der alten Fernsehantenne für Analogfernsehen durch eine solche für DVB-T eine weitere Reduzierung der Höhe auf 372 Meter.
Am 15. Juli 2011 gab es in dem Turm ein kleines Feuer. Vorsichtshalber wurde die Sendeleistung reduziert und später dann komplett abgeschaltet. Durch diese Abschaltungen wurden die großen Städte im Westen nun nicht mehr mit den öffentlich-rechtlichen Programmen versorgt.
Er verbreitet Fernseh- und Rundfunkprogramme im UKW-Bereich und ist nicht mit den Sendemast des Mittelwellensenders Lopik zu verwechseln.
Wenige Kilometer südwestlich des Gerbrandyturms befindet sich ein Messmast des niederländischen Wetterdienstes.

## Programme
| Sender      | Frequenz (MHz) | ERP (Kilowatt) |
| ----------- | -------------- | -------------- |
| SubLime FM  | 90,70          | 50             |
| NPO Radio 2 | 92,60          | 72             |
| Radio M     | 93,10          | 4              |
| NPO Radio 4 | 94,30          | 50             |
| NPO 3 FM    | 96,80          | 72,43          |
| Veronica    | 97,80          | 2,1            |
| NPO Radio 1 | 98,90          | 72             |
| BNR         | 100,10         | 58             |
| Qmusic      | 100,70         | 68             |
| SKYRADIO    | 101,50         | 0,066          |
| Radio 538   | 101,90         | 0,2            |